# Naut Aran
Naut Aran (en aranès i oficialment; en català: Alt Aran) és un municipi de la comarca de la Vall d'Aran. Constituït el 1967 amb la fusió dels termes d'Arties, Salardú, Gessa, Tredòs, Montgarri i Bagergue, és el municipi més extens de la comarca, amb 248,9 km² (aproximadament el 40% de la Vall). Comprèn cinc entitats municipals descentralitzades: Arties e Garòs (en el terçó del mateix nom), Bagergue, Gessa, Tredòs i Unha (aquestes, en el terçó de Pujòlo); el cap del municipi és Salardú.
Té centres educatius, biblioteques públiques, museus, poliesportiu, piscina municipal, camp de golf i estacions d'esquí, així com una àmplia oferta d'allotjament i restaurants. També s'hi pot caçar i pescar, activitats molt vinculats amb la cultura aranesa.
L'accés a l'Alt Aran des de la cara sud dels Pirineus es fa per la carretera C-28, que travessa el Port de la Bonaigua i connecta la Vall d'Aran amb el Pallars Sobirà. Al municipi es troba l'estació d'esquí Vaquèira-Beret, una de les més extenses dels Pirineus.

## Geografia
- Llista de topònims de Naut Aran (Orografia: muntanyes, serres, collades, indrets..; hidrografia: rius, fonts...; edificis: cases, masies, esglésies, etc).

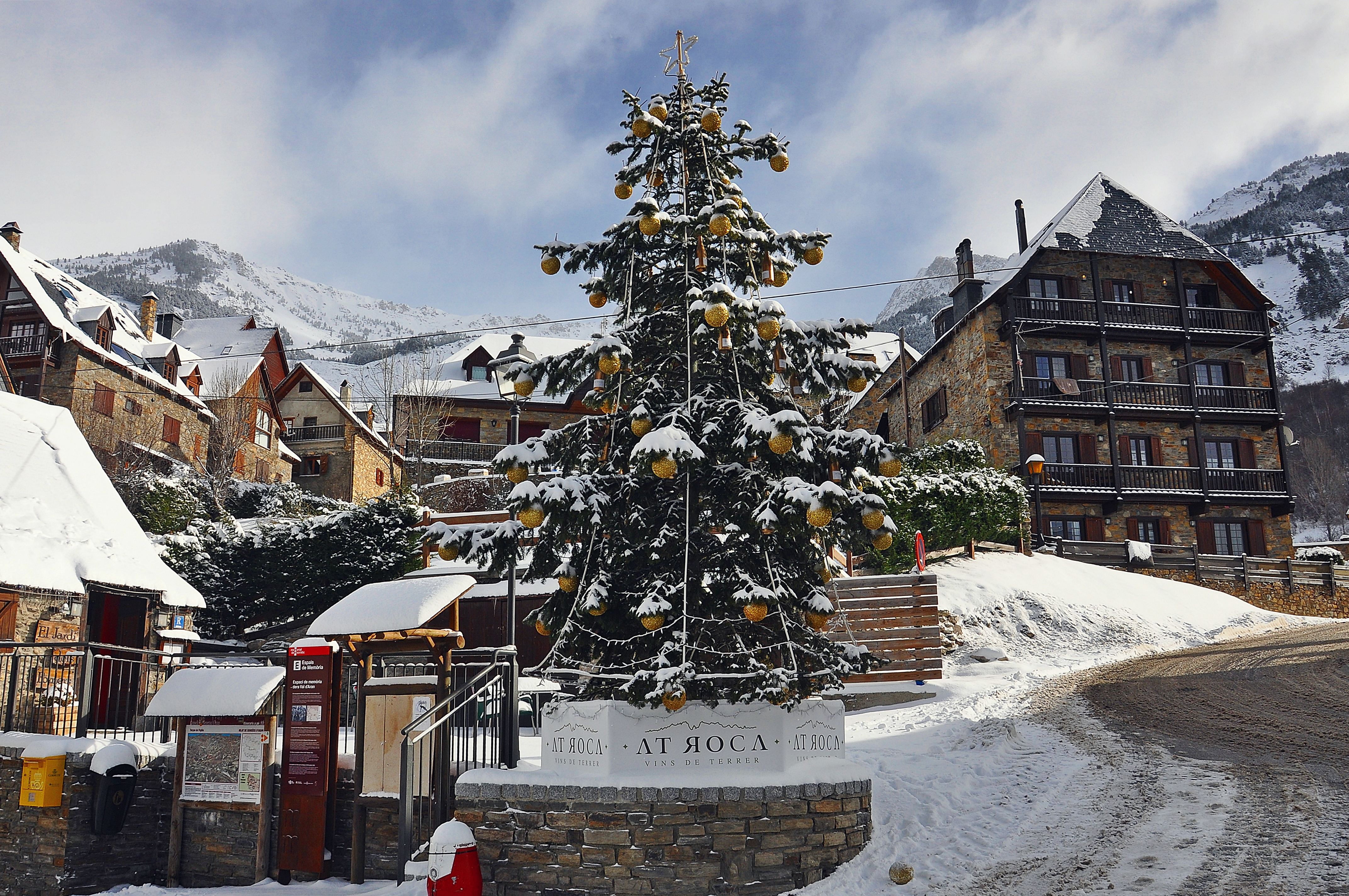
La vila de Bagergue a l'hivern.

El municipi de l'Alt Aran es troba al sector de llevant de la comarca de la Vall d'Aran. Limita al nord amb el departament francès de l'Arieja (comunes de Sentenh i Bonac), a llevant amb les terres pallareses dels municipis d'Alt Àneu i Espot, al sud amb els municipis ribagorçans de Barruera i Vilaller i a ponent amb els municipis aranesis de Vielha e Mijaran i Canejan.
L'àmbit geogràfic del terme de l'Alt Aran s'estén en els límits físics següents: des del portilló d'Albi (2.410 m) i seguint la carena limítrofa amb França en direcció oest-est fins al tuc dera Gireta (2.570 m).

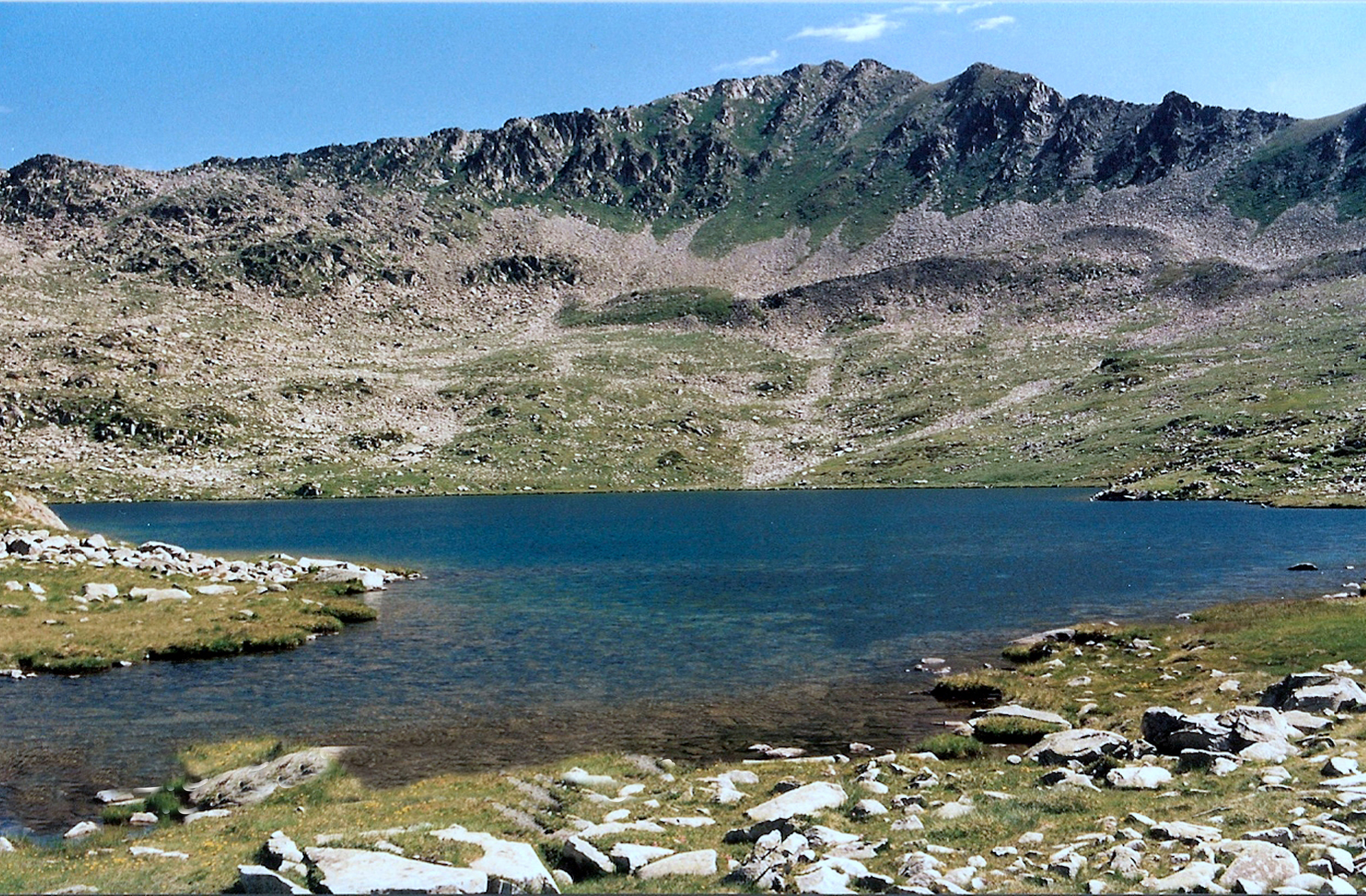
L'estany i el pic de Marimanya.

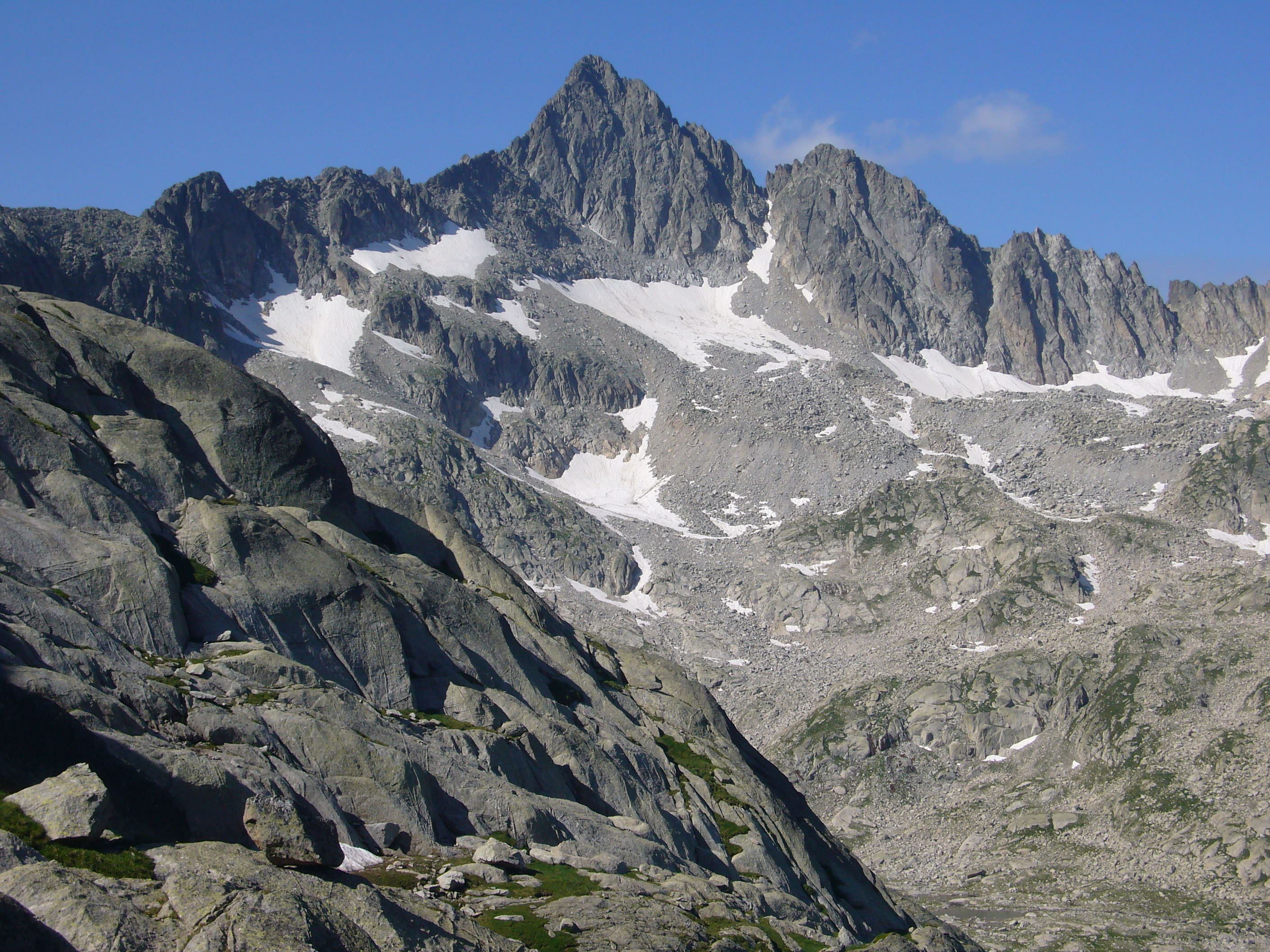
El Besiberri nord (3.014 m).

Des del tuc dera Gireta, el termenal gira en direcció sud seguint el curs del riu Fred, al qual desguassa per la dreta la coma dera Gireta, travessa la Noguera Pallaresa, i remunta el curs del riu de Marimanya, que vessa a la Noguera per la dreta. El límit continua inclinant-se vers el sud-oest vorejant els estanys de Dalt de Varimanya, passa pel tuc del Rosari de Baciver i el pic de Marimanya. Novament pren la direcció nord-oest fins a l'estany de Naut deth Clòt der Os i, arribat a aquest punt, davalla cap al sud passant pels estanys de Dalt de Baciver, el cap de Vaquèira, lo Teso dera Mina, travessa la carretera C-28 entre el port de la Bonaigua i les costes de Ruda, remunta el curs del riu de Ruda (la Garona de Ruda), que desguassa per l'esquerra a la Garona, i que a la capçalera pren el nom de riu de Saboredo, i migparteix els estanys del circ de Saboredo fins a arribar al tuc de Ratera (2.857 m).
Al sector meridional el termenal encercla el circ lacustre de Colomers, que comprèn 42 estanys, i pren la direcció oest fins a arribar al Gran Tuc de Colomers (2.933 m), que fa de trifini entre les comarques de la Vall d'Aran, el Pallars Sobirà i l'Alta Ribagorça. Novament pren direcció nord-oest fins al Montardo (2.833 m). Des d'aquest punt, la carena divisòria dibuixa un ampli arc en el qual destaca el Besiberri Nord (3.015 m).

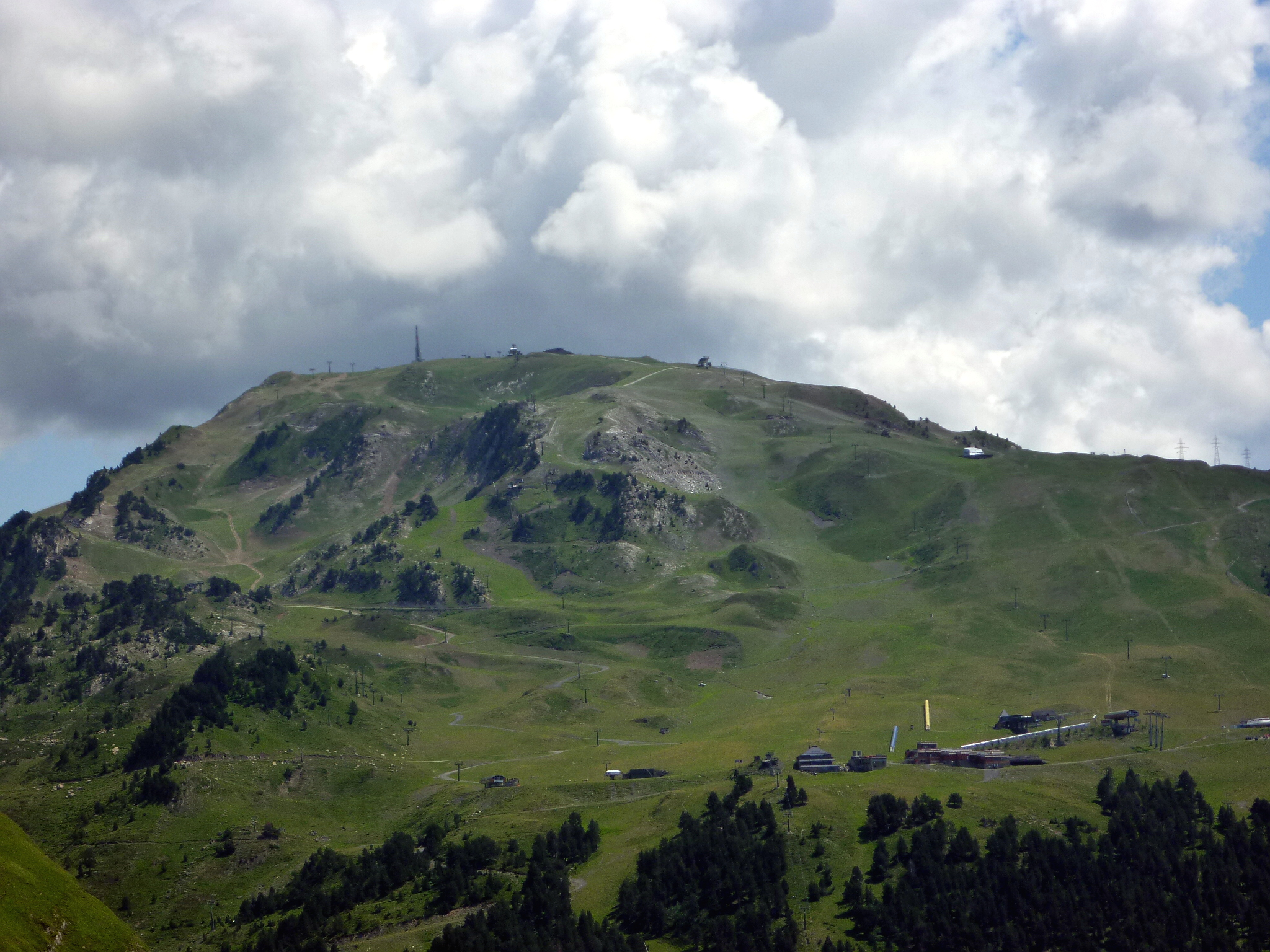
El cap de Vaquèira, amb els telecadires de l'estació d'esquí homònima.

A ponent, el termenal limita amb les terres de Viella i Mitjaran i, en un sector, amb les de Canejan. Des del tossal dels Estanyets pren la direcció nord seguint la carena i fins a arribar al curs del barranc de Bargadèra. Travessa la Garona i puja en direcció al bony de Garòs (2.173 m), el tuc d'Arenho (2 522 m), el collet de Varradòs, per a arribar, novament, al portilló d'Albi.
Quan hom parla de sectors a Salardú es pot fer referència directa a les terres que ocupen els antics termes tradicionals que avui formen el conjunt del municipi.

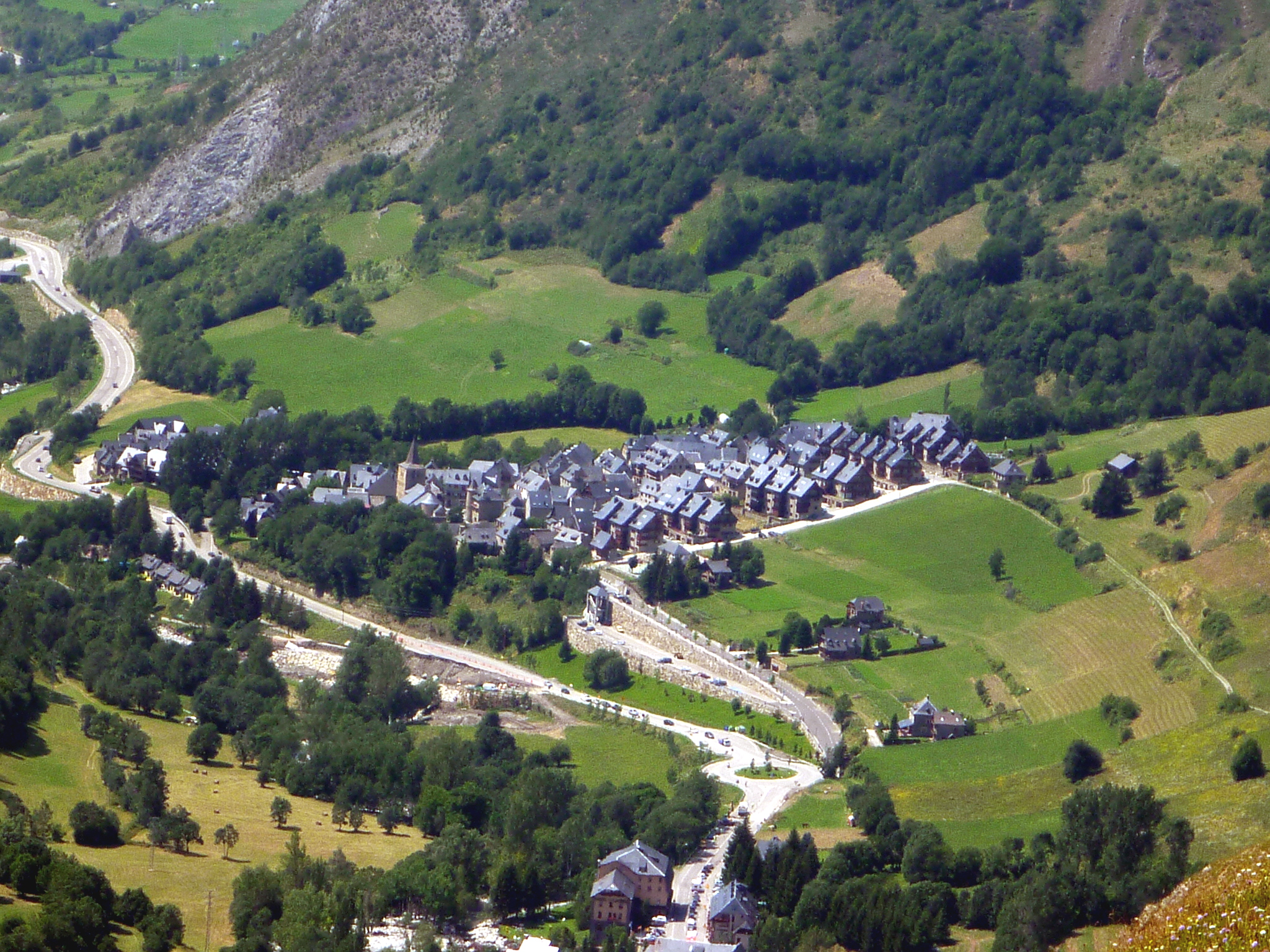
El poble de Gessa.

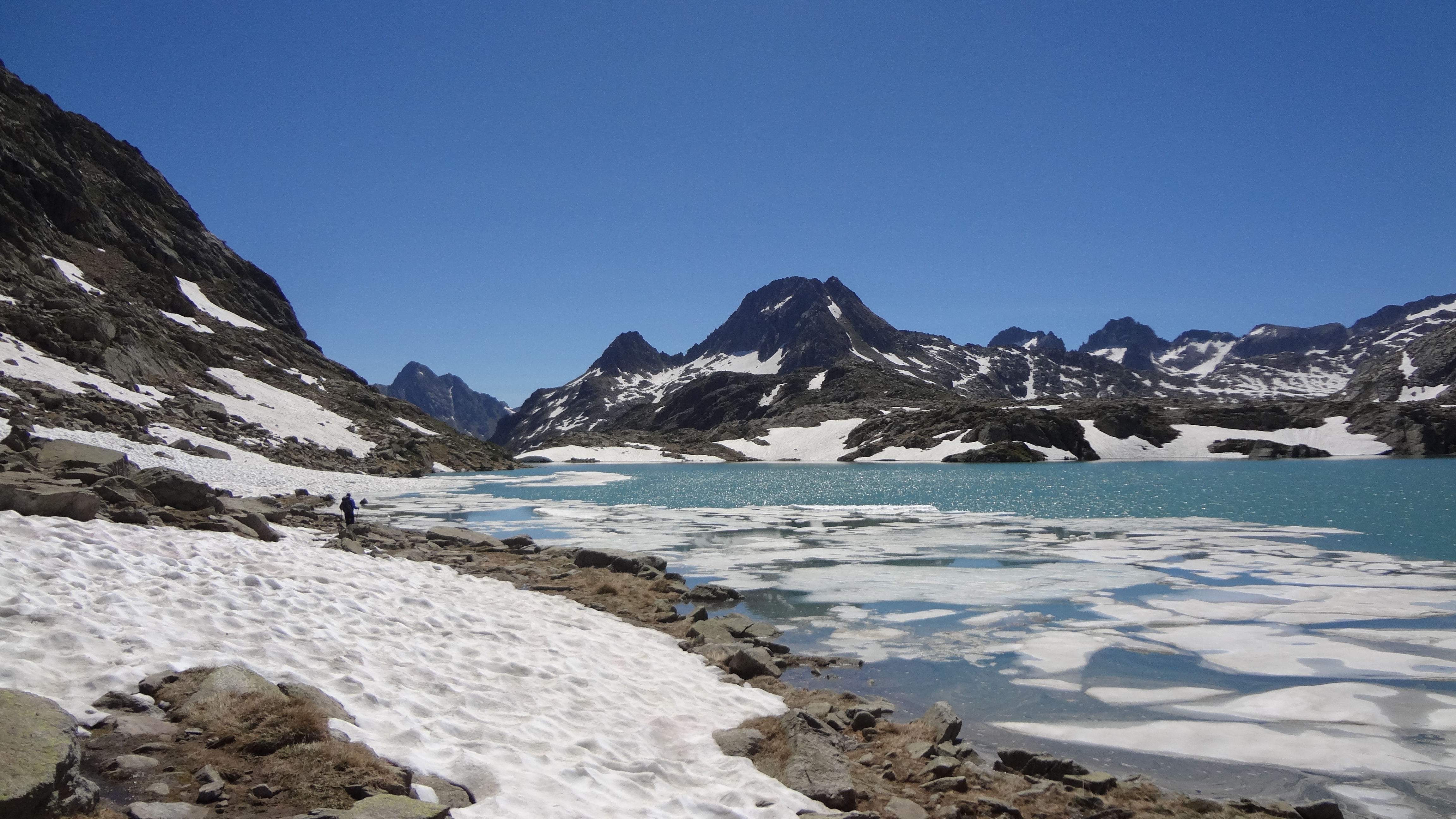
L'estany de Rius a l'hivern. Cada hivern els estanys del municipi es glacen.

El terme tradicional de Salardú i Tredòs, en contacte amb el Pallars Sobirà, inclou dos sectors ben diferenciats. El meridional comprèn una bona part de la vall del riu de Ruda que neix al circ glacial de Saboredo i les seves valls afluents de l'Aiguamòg (que neix al N del circ de Colomers i corre paral·lelament, de sud a nord, al riu de Ruda) i del riu Malo i del barranc de la Garona (que neixen al sud del pla de Beret i aflueixen al nord del port de la Bonaigua al riu de Ruda, després de córrer en direcció est-oest). El septentrional comprèn una bona part de la capçalera de la Noguera Pallaresa, que neix a ponent del mateix massís de Beret, a la font de l'Era Noguereta i prop dels anomenats ulls de la Garona, i corre en direcció sud-nord fins a Montgarri, on s'inclina vers llevant abans de penetrar al Pallars.

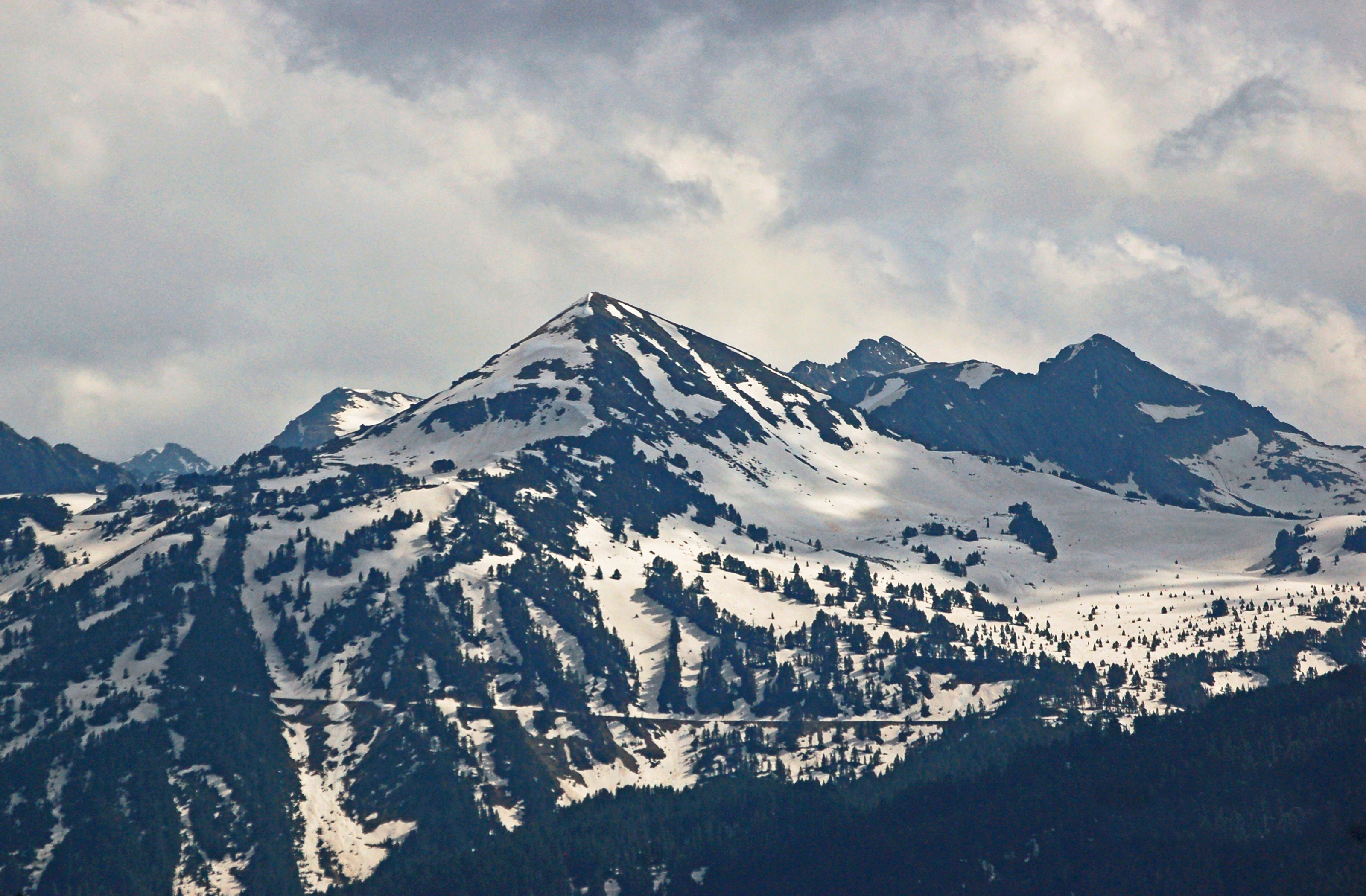
El tuc de Salana.

El terme tradicional de Bagergue s'estenia al sector nord-est de la Vall d'Aran i comprenia la major part de la vall de la Unhòla i un petit sector de la conca de la Noguera Pallaresa. Una carena de direcció nord-sud, paral·lela a la Unhòla, fa de divisòria d'aigües entre aquest riu, afluent de la Garona, i la Noguera Pallaresa (i per tant de les conques atlàntica i mediterrània); aquesta carena s'inicia al tuc der Òme i continua per la taula de Parros, la serra dera Mòrta, el tuc de Pèdescauç (2.369 m) i el de Costarjàs (2.333 m).
L'antic terme de Gessa s'estenia pel sector central oriental de la Vall d'Aran, tot comprenent un petit sector de la vall de la Garona, a més de la vall afluent per la dreta de Corilha, la qual davalla del tuc d'Arenho i del pla de Monnàs, mentre que per l'esquerra de la Garona una estreta llenca arriba als vessants nord de Mont-romies.
El terme tradicional d'Arties s'estén al sector sud-est de la Vall d'Aran, en la seva major part a l'esquerra i a migdia de la Garona, tot comprenent la vall sencera del riu de Valarties i la capçalera de la ribera de l'Aiguamòg (amb la major part del circ de Colomers). El municipi comprèn la capçalera de dues conques hidrogràfiques que vessen a la Mediterrània i a l'Atlàntic mitjançant la Noguera Pallaresa i la Garona, respectivament.
El terme comprèn la vila i cap municipal de Salardú, la també vila d'Arties, els pobles de Bagergue, Garòs, Gessa, Tredòs i Unha, les instal·lacions d'esquí i el nucli de Vaquèira-Beret i els despoblats de Montgarri, Eth Dossau i Pujò.

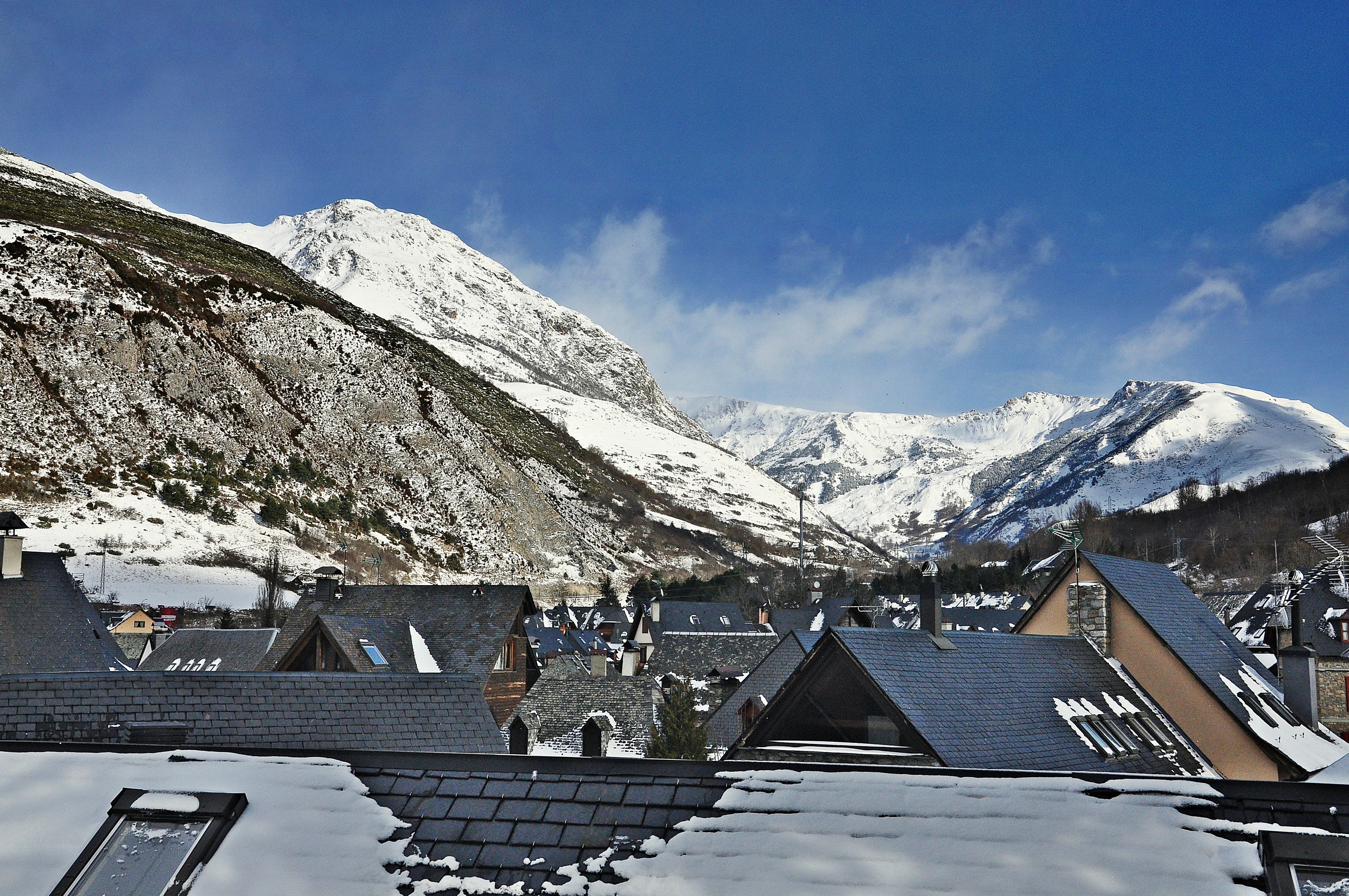
Les teulades d'Arties després d'una nevada. Durant 5 mesos la neu és present, encara que no constant, als carrers dels pobles de l'Alt Aran.

### Clima
Naut Aran té un clima de muntanya fred i humit, influenciat sobretot per l'elevada altitud en què es troba. Segons la classificació climàtica de Köppen, el clima del municipi és Cfb, comparable amb el clima de ciutats com Copenhaguen, Belgrad o Wellington. La temperatura mitjana anual és de 7.5 °C i la precipitació és de 1083 mm anuals. Es caracteritza per hiverns freds, amb molta neu i boira, i per estius càlids i plujosos, amb temperatures fresques que normalment no superen els 30 °C.
El mes més càlid és el juliol, amb una temperatura mitjana de 10.6 °C, i el mes més fred és el gener, amb una mitjana de 0.4 °C. Les precipitacions són abundants tot l'any, però durant la primavera és quan ho són més. El mes més plujós (i nivós en altituds superiors als 1.800 m) és l'abril, amb 114 mm mensuals. En canvi, el mes menys plujós (o nivós) és el gener, amb 72 mm.
| Paràmetres climàtics mitjans de Naut Aran | Paràmetres climàtics mitjans de Naut Aran | Paràmetres climàtics mitjans de Naut Aran | Paràmetres climàtics mitjans de Naut Aran | Paràmetres climàtics mitjans de Naut Aran | Paràmetres climàtics mitjans de Naut Aran | Paràmetres climàtics mitjans de Naut Aran | Paràmetres climàtics mitjans de Naut Aran | Paràmetres climàtics mitjans de Naut Aran | Paràmetres climàtics mitjans de Naut Aran | Paràmetres climàtics mitjans de Naut Aran | Paràmetres climàtics mitjans de Naut Aran | Paràmetres climàtics mitjans de Naut Aran | Paràmetres climàtics mitjans de Naut Aran |
| Mes                                       | Gen.                                      | Feb.                                      | Mar.                                      | Abr.                                      | Mai.                                      | Jun.                                      | Jul.                                      | Ago.                                      | Set.                                      | Oct.                                      | Nov.                                      | Des.                                      | Anual                                     |
| ----------------------------------------- | ----------------------------------------- | ----------------------------------------- | ----------------------------------------- | ----------------------------------------- | ----------------------------------------- | ----------------------------------------- | ----------------------------------------- | ----------------------------------------- | ----------------------------------------- | ----------------------------------------- | ----------------------------------------- | ----------------------------------------- | ----------------------------------------- |
| Temperatura diària màxima °C (°F)         | 4,0 (39,2)                                | 5,1 (41,2)                                | 8,0 (46,4)                                | 10,2 (50,4)                               | 13,8 (56,8)                               | 18,0 (64,4)                               | 21,1 (70)                                 | 20,8 (69,4)                               | 17,6 (63,7)                               | 12,7 (54,9)                               | 7,8 (46)                                  | 4,0 (39,2)                                | 11,9 (53,4)                               |
| Temperatura diària mínima °C (°F)         | −3,1 (26,4)                               | −3,1 (26,4)                               | −1,0 (30,2)                               | 0,7 (33,3)                                | 4,3 (39,7)                                | 8,1 (46,6)                                | 10,6 (51,1)                               | 10,5 (50,9)                               | 8,5 (47,3)                                | 4,2 (39,6)                                | 0,1 (32,2)                                | −2,1 (28,2)                               | 3,1 (37,6)                                |
| Precipitació total mm (polzades)          | 72 (2,8)                                  | 73 (2,9)                                  | 89 (3,5)                                  | 88 (3,5)                                  | 114 (4,5)                                 | 113 (4,4)                                 | 74 (2,9)                                  | 96 (3,8)                                  | 89 (3,5)                                  | 85 (3,3)                                  | 98 (3,9)                                  | 92 (3,6)                                  | 1.083 (42,6)                              |
| Font: Climate.data.org 18 setembre 2016   |                                           |                                           |                                           |                                           |                                           |                                           |                                           |                                           |                                           |                                           |                                           |                                           |                                           |

## Demografia
| Entitat de població | Habitants (2024) |
| Salardú             | 644              |
| Arties              | 506              |
| Gessa               | 187              |
| Tredòs              | 176              |
| Garòs               | 154              |
| Unha                | 122              |
| Bagergue            | 107              |
| Font: Idescat       |                  |

El municipi de Naut Aran té un total de 1.803 habitants, dels quals 935 són homes i 868 són dones, segons el cens de 2019 de l'IDESCAT. Dels habitants del municipi, 1.175 han nascut a Catalunya, 395 a la resta d'Espanya i 233 a l'estranger. Quan a la nacionalitat, 1.659 són de nacionalitat espanyola, i la resta tenen nacionalitats estrangeres.
Sobre les dades de coneixement del català, 1.616 l'entenen (91,8%), 1.241 el saben parlar (70,5%), 1.399 el saben llegir (79,5%), 922 el saben escriure (52,4%) i 144 no l'entenen (8,2%).
| 1497 f | 1515 f | 1553 f | 1717 | 1787  | 1857  | 1877  | 1887  | 1900  | 1910  |
| ------ | ------ | ------ | ---- | ----- | ----- | ----- | ----- | ----- | ----- |
| -      | -      | 164    | -    | 1.400 | 2.410 | 1.718 | 1.408 | 1.169 | 1.212 |

| 1920  | 1930  | 1940 | 1950  | 1960  | 1970 | 1981  | 1990  | 1992  | 1994  |
| ----- | ----- | ---- | ----- | ----- | ---- | ----- | ----- | ----- | ----- |
| 1.143 | 1.079 | 904  | 1.173 | 1.111 | 881  | 1.153 | 1.239 | 1.159 | 1.159 |

| 1996  | 1998  | 2000  | 2002  | 2004  | 2006  | 2008  | 2010  | 2012  | 2014  |
| ----- | ----- | ----- | ----- | ----- | ----- | ----- | ----- | ----- | ----- |
| 1.337 | 1.435 | 1.480 | 1.493 | 1.649 | 1.732 | 1.731 | 1.729 | 1.758 | 1.782 |

| 2016  | 2018  | 2020  | 2022  | 2024  | 2026 | 2028 | 2030 | 2032 | 2034 |
| ----- | ----- | ----- | ----- | ----- | ---- | ---- | ---- | ---- | ---- |
| 1.764 | 1.790 | 1.836 | 1.923 | 1.899 | -    | -    | -    | -    | -    |

Les dades anteriors al 1967 són la suma dels antics municipis.

## Política
En les eleccions municipals de 2015 la participació a Naut Aran va ser de 957 vots (70,16%), 6 dels quals van ser vots nuls (0,63%) i 19 en blanc (2,00%). S'escolliren un total de 9 regidors, el mateix nombre que les del 2011. L'alcalde convergent, Cèsar Luis-Canela Nieto, revalidà de nou la batllia amb majoria absoluta.
| Candidatura | Candidatura                                | Cap de llista                 | Vots | Regidors | % vots |
| ----------- | ------------------------------------------ | ----------------------------- | ---- | -------- | ------ |
|             | Convergència Democràtica Aranesa (CDA-PNA) | Cèsar Ruiz-Canela Nieto       | 578  | 6        | 60,78% |
|             | Unitat d'Aran (UA-PSC-CP)                  | Francisco Bruna Capel         | 325  | 3        | 34,17% |
|             | Partit Popular Català (PPC)                | Juan Francisco Andreu Mariñas | 29   | 0        | 3,05%  |
|             | Altres                                     | -                             | 25   | -        | 2,63%  |
| Total       | Total                                      | 957                           | 957  | 9        | 100    |

| Nom dels regidors | Nom dels regidors       | Partit polític |
| ----------------- | ----------------------- | -------------- |
|                   | Cesar Ruiz-Canela Nieto | CDA-PNA        |
|                   | David Torres Alonso     | CDA-PNA        |
|                   | Joan Manuel Paba Serena | CDA-PNA        |
|                   | Marcos Amiell Moga      | CDA-PNA        |
|                   | Casimir Vilo Arnalot    | CDA-PNA        |
|                   | Alfons Subira Gracia    | CDA-PNA        |
|                   | Francisco Bruna CapeL   | UA-PSC-CP      |
|                   | Josep Paba Jordana      | UA-PSC-CP      |
|                   | Rafael Hinojosa Molina  | UA-PSC-CP      |

| Període     | Alcalde o alcaldessa      | Partit polític | Data de possessió | Observacions |
| ----------- | ------------------------- | -------------- | ----------------- | ------------ |
| 1979–1983   | Jaume Geli i Noguero      | Independents   | 19/04/1979        | --           |
| 1983–1987   | Jaume Geli i Noguero      | Independents   | 28/05/1983        | --           |
| 1987–1991   | Emili Sanllehy i Meya     | Logotip de CiU | 30/06/1987        | --           |
| 1991–1995   | Victor Leon i Plana       | Logotip de CiU | 15/06/1991        | --           |
| 1995–1999   | Victor Leon i Plana       | Logotip de CiU | 17/06/1995        | --           |
| 1999–2003   | Victor Leon i Plana       | Logotip de CiU | 03/07/1999        | --           |
| 2003–2007   | Victor Leon i Plana       | Logotip de CDA | 14/06/2003        | --           |
| 2007–2011   | Cèsar Luis-Canela i Nieto | Logotip de CDA | 16/06/2007        | --           |
| 2011–2015   | Cèsar Luis-Canela i Nieto | Logotip de CDA | 11/06/2011        | --           |
| 2015–2019   | Cèsar Luis-Canela i Nieto | Logotip de CDA | 13/06/2015        | --           |
| 2019-2023   | Cèsar Luis-Canela i Nieto | Logotip de CDA | 15/06/2019        | --           |
| Des de 2023 | n/d                       | n/d            | 17/06/2023        | --           |

## Llocs d'interès
Patrimoni cultural
- Sant Andreu de Salardú, església romànica del segle xii.
- Santa Eulàlia d'Unha, església d'origen romànic.
- Santa Maria d'Arties, monument històric-artístic al centre antic del nucli.
- Sant Joan d'Arties, església gòtica on actualment s'hi fan exposicions temporals.
- Casa Portolà d'Arties, casa del segle xvi de la família de Gaspar de Portolà.
- Santuari romànic de Montgarri, del segle xvi, al marge esquerre del riu Noguera Pallaresa.

Museus
- Museu dera mòla de Salardú, antic molí fariner de l'edat mitjana restaurada recentment. La seva gestió depèn del Musèu dera Val d'Aran.
- Museu de la neu, a Unha.
- Museu eth Corrau de Bagergue.[7]

Refugis de muntanya
- Refugi de Colomers
- Refugi de Montgarri
- Cabana Parros
- Refugi de la Restanca
- Refugi de Saboredo
- Cabana Ull del Garona

Estacions d'esquí
- Vaquèira-Beret

## Transports
L'eix de comunicacions del terme és la carretera C-28, d'Esterri d'Àneu a Viella pel port de la Bonaigua, que ressegueix la Garona pel marge dret. Els principals nuclis del municipi es troben a la vall i són travessats per aquesta carretera. Això no obstant, de la carretera surten alguns ramals, com ara el que mena a les pistes d'esquí de Vaquèira-Beret i al santuari de Montgarri i que continua vers Alós d'Isil, ja al Pallars Sobirà. Des d'Arties surt un segon branc que remunta tot el curs del riu de Valarties, i des de Salardú, un tercer branc que porta a Unha, Bagergue i remunta la Unhòla.